# Isorropus tricolor
Isorropus tricolor är en fjärilsart som beskrevs av Butler 1880. Isorropus tricolor ingår i släktet Isorropus och familjen björnspinnare. Inga underarter finns listade i Catalogue of Life.